# بالگردگاه پیلاتوک (کوجالک)
بالگردگاه پیلاتوک (کوجالک) (به انگلیسی: Aappilattoq Heliport (Kujalleq)) یک فرودگاه همگانی است . این فرودگاه در کشور گرینلند قرار دارد .